# Гейдар (психология)
Ге́йдар (англ. gaydar, от соединения слов «гей» и «радар»; также используется вариант гей-рада́р) — способность определять гомосексуальность других людей на основе ряда внешних признаков или внутренних ощущений при контакте в неформальной обстановке. В 2000 году данный термин впервые официально вошёл в Оксфордский словарь английского языка.
Подобные определения сексуальной ориентации обычно спонтанны, основаны на первом впечатлении, внутреннем голосе, догадках или же на ряде стереотипных признаков фемининности-маскулиности, часто с определёнными корректировками. Первоначально обозначал способность гетеросексуалов определять людей другой сексуальной ориентации, но в последнее время[когда?] расширил своё значение, включив все категории сексуальной ориентации людей. Термин получил широкое распространение сначала в популярной западной культуре, затем в литературе и кинематографе, преимущественно англоязычном. С конца XX века стал объектом научного исследования в таких науках как сексология, антропология, социология и других науках. Выводы учёных и научные эксперименты привели к довольно противоречивым результатам[каким?].